# سینه‌سفید نوک‌قلمی

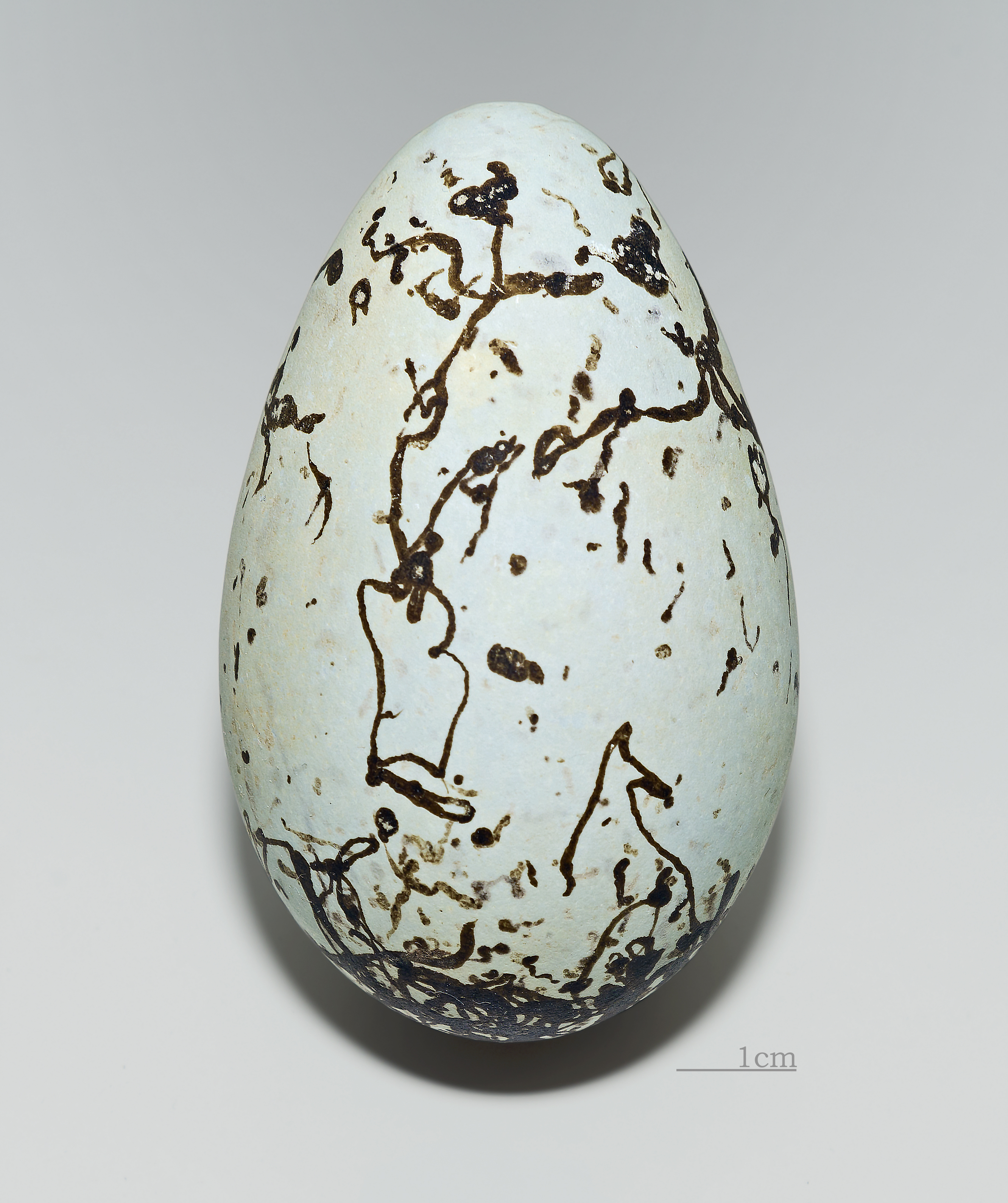
Uria aalge

گیله‌مات نوک‌قلمی(نام علمی: Uria aalge) نام یک گونه از سرده گیله‌مات است.